# Cynorkis monadenia
Cynorkis monadenia är en orkidéart som beskrevs av Joseph Marie Henry Alfred Perrier de la Bâthie. Cynorkis monadenia ingår i släktet Cynorkis, och familjen orkidéer. Inga underarter finns listade i Catalogue of Life.